# Hiddy Jahan
Pour les articles homonymes, voir Jahan.
Hiddy Jahan, né le 15 mars 1950 à Quetta est un joueur de squash représentant le Pakistan puis l'Angleterre. Il atteint en janvier 1979 la 4e place mondiale sur le circuit international, son meilleur classement.
Ses frères Zarak Jahan Khan et Zubair Jahan Khan sont également joueurs professionnels de squash sur le circuit international.

## Biographie
Un accident grave l'a presque tué en 1967. Il est sélectionné pour représenter le Pakistan pour le premier championnat du monde par équipes, et se trouve dans un train allant de Quetta à Karachi pour le camp d'entraînement final quand il se penche trop loin d'une porte du wagon et se cogne la tête contre un poteau de signalisation. Il a eu beaucoup de chance de survivre.
Plus tard, alors qu'il s'établissait comme un joueur de haut niveau sur la scène internationale, il sent qu'il ne reçoit pas le soutien approprié des autorités pakistanaises de squash. Il choisit donc de partir en tournée en Afrique du Sud à l'époque de l'apartheid pour des raisons purement financières. Pour cela, il est banni et son passeport confisqué. En conséquence, il déménage au Royaume-Uni en 1978 (il a pu obtenir la permission de le faire en partie grâce à sa femme britannique), et devient le meilleur joueur britannique jusqu'en 1984. Au cours des dernières années de sa carrière de haut niveau, il représente l'Angleterre dans des compétitions internationales, notamment aux championnats du monde de squash par équipe en 1983.
Hiddy Jahan était un ami proche de Torsam Khan, le frère aîné de Jahangir Khan. Hiddy joue un rôle important en aidant à préparer le jeune Jahangir, qui est devenu le joueur dominant dans le jeu dans les années 1980. Hiddy est finaliste du British Open face à Jahangir en 1982.
Au cours des dernières années, Hiddy Jahan est un joueur de squash connaissant beaucoup de succès dans les épreuves des vétérans. Il remporte les titres du British Open aux niveaux Over-35, Over-40, Over-45, Over-45 et Over-50.

## Palmarès

### Finales
- Championnat du monde par équipes : 1983 (avec l'Angleterre)